# Leiomyza dudai
Leiomyza dudai är en tvåvingeart som beskrevs av Curtis W. Sabrosky 1956. Leiomyza dudai ingår i släktet Leiomyza och familjen smalvingeflugor. Arten är reproducerande i Sverige. Inga underarter finns listade i Catalogue of Life.